# 1828 en santé et médecine
| Années de la santé et de la médecine : 1825 - 1826 - 1827 - 1828 - 1829 - 1830 - 1831    |
| Décennies de la santé et de la médecine : 1790 - 1800 - 1810 - 1820 - 1830 - 1840 - 1850 |

Cet article présente les faits marquants de l'année 1828 en santé et médecine.

## Événements
- 19 février : aux États-Unis, fondation de la Boston Society for Medical Improvement[1].
- 17 avril : à Londres, fondation du Royal Free Hospital par William Marsden[2].
- 23 septembre : le peintre anglais Richard Parkes Bonington meurt de la tuberculose à vingt-cinq ans.
- 24 décembre : à Édimbourg, pendaison de William Burke, trafiquant de cadavres en faveur du docteur Robert Knox.

Date inconnue
- Poiseuille montre le premier comment mesurer la pression artérielle à l'aide d'un manomètre à mercure[3].

## Publication
- Karl Ernst von Baer (1792-1876) publie Über Entwicklungsgeschichte der Tiere qui marque la fondation de l’embryologie comparée.

## Prix
- Jean Civiale obtient le prix Montyon.

## Naissances
- 4 janvier : Eugène Koeberlé (mort en  1915), chirurgien français, puis allemand.
- 6 janvier : Émile Boudier (mort en  1920), pharmacien et mycologue français.
- 24 janvier : Ferdinand Julius Cohn (mort en  1898), médecin, botaniste et microbiologiste allemand.
- 8 avril : Charles d'Avila (mort en 1884), pharmacien et médecin italo-franco-roumain, fondateur de la faculté de médecine de Bucarest.
- 29 avril : Stéphane Tarnier (mort en 1897), obstétricien français.
- 3 juin : Victor Marcé (mort en 1864), aliéniste français.
- 12 novembre : Gustave de Closmadeuc (mort en 1918), chirurgien et archéologue français.
- 15 novembre : Pierre Cyprien Oré (mort en 1889), chirurgien, professeur de physiologie à l'école de médecine de Bordeaux[4], auteur en 1868 d'Études historiques et physiologiques sur la transfusion du sang[5].
- 18 novembre : John Langdon-Down (mort en 1896), médecin britannique.
- 23 décembre : Jean-Baptiste Gélineau (mort en 1906), neurologue français.

Date non connue
- Henri Camille Carville (mort en 1885), neurologue français.

## Décès
- 22 août : Franz Joseph Gall (né en 1758), médecin allemand.
- 26 octobre : Albert Thaer (né en 1752), médecin allemand, un des fondateurs de l'agronomie.
- 18 décembre : Jean-Pierre Boudet (né en 1778), pharmacien et chimiste français.